# Семенченко, Василий Алексеевич
Василий Алексеевич Семенченко (1912—1988) — участник Великой Отечественной войны, Герой Советского Союза (1944).

## Биография
Родился 12 марта 1912 года на хуторе Ново-Проциков области Войска Донского (ныне Морозовский район Ростовской области) в семье крестьянина. Русский.
Образование начальное. Работал в колхозе.
В Красной Армии с июня 1941 года. Окончил курсы младших лейтенантов. В действующей армии с 1942 года. Член ВКП(б) с 1942 года.
Командир огневого взвода 111-го стрелкового полка (55-я стрелковая дивизия, 61-я армия, Центральный фронт) младший лейтенант Семенченко при форсировании Днепра 26 сентября 1943 года в районе пгт Лоев (Гомельская область Белоруссии) огнём прямой наводкой подавил несколько огневых точек противника на правом берегу, чем обеспечил переправу стрелковых подразделений и захват ими плацдарма.
Указом Президиума Верховного Совета СССР «О присвоении звания Героя Советского Союза генералам, офицерскому, сержантскому и рядовому составу Красной Армии» от 15 января 1944 года за «образцовое выполнение боевых заданий командования по форсированию реки Днепр и проявленные при этом мужество и героизм» удостоен звания Героя Советского Союза с вручением ордена Ленина и медали «Золотая Звезда».
После войны находился в запасе в звании старшего лейтенанта. Вернулся на родину, работал в колхозе. По некоторым данным — работал директором Морозовского хлебозавода.
Умер в 1988 году там же, где и родился.

## Награды
- Звание Героя Советского Союза присвоено 5 января 1944 года.
- Награждён орденом Ленина, двумя орденами Отечественной войны 1 степени, орденом Красной Звезды, медалями.